# Keith Carter (nuotatore)
Keith Eyre Carter (Akron, 30 agosto 1924 – Asheville, 3 maggio 2013) è stato un nuotatore statunitense, specializzato nella rana e nello stile libero.

## Palmarès

### Olimpiadi
- Argento a Londra 1948 nei 200 metri rana.